# SUSE Linux Enterprise
SUSE Linux Enterprise（SUSE发音为/ˈsuːsə/），简称SLE，是SUSE开发的企业级Linux操作系统。

## 歷史

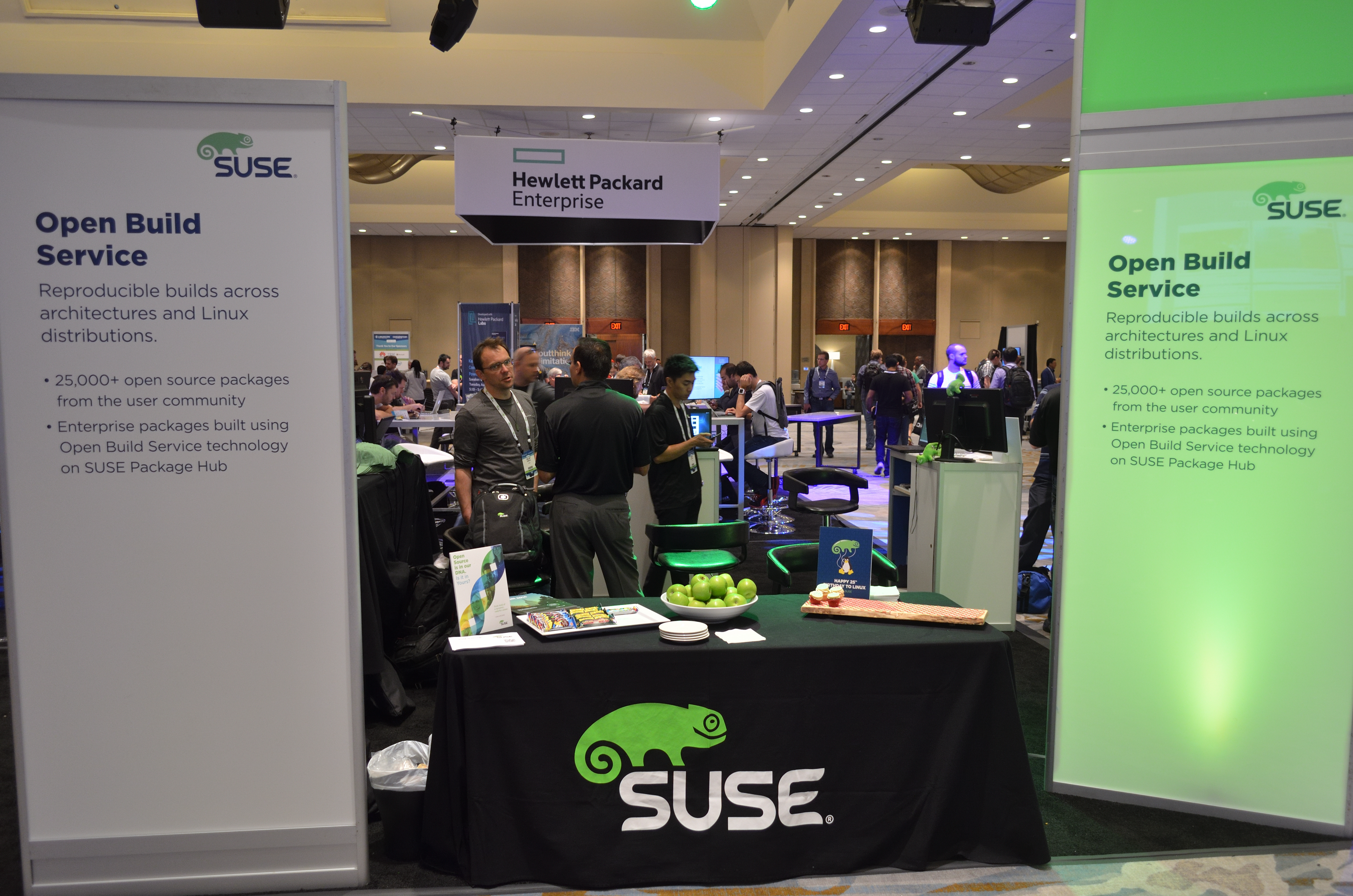
SUSE參展Linuxcon

SUSE Linux Enterprise原是以Slackware Linux為基礎，並提供完整德文使用界面的產品。1992年 Peter McDonald成立了Softlanding Linux System（SLS）這個發行版。這套發行版包含的軟件非常多，更首次收錄了X Window及TCP/IP等套件。Slackware就是一個基於SLS的發行版。
SuSE於1992年末創辦，目的是成為UNIX技術公司，專門製為德国人推出量身訂作的SLS/Slackware軟件及UNIX/Linux說明文件。1994年，他們首次推出了SLS/Slackware的安裝光碟，命名為S.u.S.E. Linux 1.0。其後它綜合了Florian La Roche的Jurix distribution（也是一個基於Slackware的發行版），於1996年推出一個完全自家打造的發行版 - S.u.S.E. Linux 4.2。其後SUSE Linux採用了不少Red Hat Linux的特質。（使用RPM及/etc/sysconfig）
「S.u.S.E.」後來改稱/簡短為「SuSE」，意思為德文「Software-und System-Entwicklung」，英文為「Software and system development」。有非官方的謠言說"SUSE"同時是指德國電腦先驅Konrad Zuse的一個雙關語。
2003年11月4日，Novell表示將會對SUSE提出收購。收購的工作於2004年1月完成。Novell也向大家保證SUSE的開發工作仍會繼續下去，Novell更把公司內全線電腦的系統換成SUSE LINUX，並同時表示將會把SUSE特有而優秀的系統管理程式 - YaST2以GPL授權釋出。
2005年8月4日，Novell公共關係科的領導及代言人布魯斯·洛瑞（Bruce Lowry）表示，SUSE Linux Professional系列的開發將變得更開放以及讓社群參與當中的工作。新的開發計劃名為openSUSE，目的是為了吸引更多的使用者及開發人員。相比以往，現在所有的開發人員及使用者能夠測試SUSE的產品並一起開發新版本的SUSE。在以往，SUSE的開發工作都是於內部進行的。SUSE 10.0是第一個給予公眾測試的版本。為了配合這個轉變，用戶除了能夠購買盒裝版本的SUSE外，也可以從網絡上免費下載。一系列的改變始於2005年10月6日推出的SUSE Linux有三個版本 － "OSS版"（完全地開放原始碼）、"試用版"（同時包含開放原始碼的程序及專屬程序如Adobe Reader、Real Player等，其實就是盒裝零售版，可以免費下載，也可以安裝在硬碟上，並且沒有使用限制或限期，但不含說明手冊及Novell提供的技術支援）及盒裝零售版。
2013年11月9日，发布内核版本openSUSE 13.1，它是SUSE Linux Enterprise的产品基础。该内核版本更新了所有应用程序的版本，包括服务器的应用程序和桌面的应用程序，引入了一些新的特性，吸纳了1000多个的开源项目，比如引进了OpenStack Havana将近400个新的功能点等。
2011年4月Attachmate集團併購Novell，連帶併購了SUSE，但該集團將SUSE分拆成一個獨立的事業單位，之後2014年10月Micro Focus國際併購Attachmate集團，連帶擁有了Novell與SUSE，但SUSE依然維持獨立事業單位。
2018年7月2日，Micro Focus國際將SUSE出售給EQT Partners。

## 版本
依照应用场景不同，SUSE Linux Enterprise分为几个不同版本，包括：
- SUSE Linux Enterprise Server（SLES）：通用操作系统，针对性能、安全性和可靠性优化[4]。
- SUSE Linux Enterprise Desktop（SLED）：桌面操作系统[5]。
- SUSE Linux Enterprise High Performance Computing（SLE HPC）：高性能数据分析工作负载平台[6]。
- SUSE Linux Enterprise Real Time：精准计时，低延迟操作系统[7]。
- SUSE Linux Enterprise Micro（SLE Micro）：边缘计算专用操作系统[8]。

等。

## 功能
依照版本不同，SUSE Linux Enterprise可能包含不同组件。
大多数SUSE Linux Enterprise版本包含一個安裝程序及系統管理工具YaST2。它能夠進行磁碟分割、系統安裝、線上更新、網絡及防火牆組態設定、用戶管理和其他更多的工作。它為原來複雜的設定工作提供了方便的組合界面。
SUSE Linux Enterprise支持在安裝的時候調小NTFS硬碟的大小，让Linux安裝到一台已經安裝了Windows 2000或XP的電腦的工作進行得更順利。此外，SUSE Linux Enterprise亦會自動偵測很多常見的Windows數據機並為它們安裝驅動程式。
SUSE Linux Enterprise也收錄了Linux下的多個桌面環境如KDE和GNOME及一些視窗管理員，比如Window Maker、Blackbox等。YaST2安裝程式也會讓使用者選擇使用GNOME、KDE或者不安裝圖形界面。SUSE Linux Enterprise已經為使用者提供了一系列多媒體程式如K3B（CD/DVD燒錄）、amaroK（音樂播放器）和Kaffeine（影片播放器）。它也收錄了OpenOffice.org，以及其他的文字閱讀／處理格式，如PDF等。

## 外部連結
- SUSE官方網站 （页面存档备份，存于）